# Iolaus bertha
Iolaus bertha är en fjärilsart som beskrevs av Suffert 1904. Iolaus bertha ingår i släktet Iolaus och familjen juvelvingar. Inga underarter finns listade i Catalogue of Life.